# Viborg (South Dakota)
Viborg is een plaats (city) in de Amerikaanse staat South Dakota en valt bestuurlijk gezien onder Turner County.

## Geschiedenis
Viborg is gesticht door Deense immigranten die de stad noemden naar het Deense Viborg. In jaren 60 van de 19e eeuw bouwden ze eerst de nederzetting Daneville, maar met de komst van een spoorlijn in 1893 besloten ze een nieuwe woonplek te bouwen, dichter bij de spoorlijn gelegen. Dit werd Viborg. Op 25 augustus 1903 werd Viborg officieel een stad.

## Demografie
Bij de volkstelling in 2000 werd het aantal inwoners vastgesteld op 832.
In 2006 is het aantal inwoners door het United States Census Bureau geschat op 798, een daling van 34 (-4,1%).

## Geografie
Volgens het United States Census Bureau beslaat de plaats een oppervlakte van
1,0 km², geheel bestaande uit land. Viborg ligt op ongeveer 398 m boven zeeniveau.

## Plaatsen in de nabije omgeving
De onderstaande figuur toont nabijgelegen plaatsen in een straal van 20 km rond Viborg.